# メルボルン市電C2形電車
C2形はオーストラリア・メルボルンの路面電車であるメルボルン市電に在籍する電車の1形式。フランスの路面電車（ライトレール）向けに使用された車両を長期リースの後に購入した経緯を有し、導入当初の車体塗装から「バンブルビー（Bumblebee）」と言う愛称で呼ばれる事もある。

## 概要
2008年、オーストラリアの大都市・メルボルンで路面電車（メルボルン市電）を運営するヤラトラムは、路面電車の利用客の増加に伴う輸送力増強を目的に、5両の超低床電車を導入することを発表した。これらの車両はメルボルン市電へ向けて新規に製造された車両ではなく、フランスのミュルーズ（ミュルーズ・トラム）に導入されながらも路線規模や需要の関係から余剰となった車両で、同路線とヤラトラムの双方を運営する公共交通運営会社のトランスデブを介して長期リースが決定した経緯を持つ。
C2形はフランスの鉄道車両メーカーであるアルストムが展開する路面電車ブランドのシタディスの1形式で、その中でも5車体連接式の「シタディス302」に位置づけられる。メルボルンでの使用にあたっては猛暑に対応するため空調の強化が実施された一方、車体塗装についてはミュールーズ・トラム時代の黄色を地色を基に独自の装飾がラッピングで描かれるデザインが採用され、その外見からマルハナバチを意味する「バンブルビー（Bumblebee）」と言う愛称が付けられた。
2008年6月の営業運転開始当初は2011年12月までの運行を予定しており、以降はミュールーズへ返却される事になっていたが、メルボルン市電における更なる利用客増加への対応のため2012年にビクトリア州による正式な購入が実施された事で、2020年現在も5両（5103、5106、5111、5113、5123）全車が在籍しセントキルダ方面へ向かう96号線で使用されている。一方、塗装については長年の使用による劣化や乗客による破損が相次いだ事により、2014年以降修繕を兼ねてヤラトラムの標準塗装への変更が行われているが、「バンブルビー」という愛称はそのまま維持されている。